# یواس‌اس ملکه غرب (۱۸۵۴)
یواس‌اس ملکه غرب (۱۸۵۴) (به انگلیسی: USS Queen of the West (1854)) یک کشتی بود که طول آن ۱۸۰ فوت (۵۵ متر) بود. این کشتی در سال ۱۸۵۴ ساخته شد.